# Camille de Casabianca
Camille de Casabianca (14è districte de París, 31 d'octubre de 1960) és una guionista i directora de cinema francesa

## Biografia
Després dels estudis superiors a París i a Califòrnia, va començar com a guionista i actriu, cosignant el 1981 el guió de Un étrange voyage que va dirigir Alain Cavalier i que va guanyar el Premi Louis-Delluc; protagonitza la pel·lícula al costat de Jean Rochefort. Després va rodar un curtmetratge sota la direcció de Bob Rafelson, Modesty. Després va aparèixer en diversos llargmetratges com a actriu, tot i que continuava escrivint guions, com ara Thérèse, César al millor guió original o adaptació el 1987.
Va passar a dirigir amb Pékin central, una comèdia ambientada a la Xina. La primera pel·lícula de ficció occidental rodada a aquest país, és una de les pel·lícules franceses més conegudes a la Xina actual. És l'única pel·lícula a la qual Raymond Depardon va col·laborar com a director de fotografia.
Després va rodar Après la pluie, , una comèdia sobre l'acció humanitària a Àfrica. Després va dirigir dos llargmetratges documentals, Le Fruit de vos entrailles, obre dones que pareixen clandestinament, i Octavio, la història d'un petit colombià adoptat a Alaska.
Va seguir, l'any 1995, Le Fabuleux Destin de madame Petlet, amb Jean-Pierre Darroussin, Michèle Laroque i Maïté, la història d'una guionista de sèrie de televisió que roba la vida a la seva mainadera per fer una sèrie de televisió, i Vive nous, el 2000, comèdia de costums on es creuen Emmanuelle Devos, Dieudonné, Daniel Prévost, Michèle Bernier i Thibault de Montalembert. El 2003, Tatami, amb David Douillet, segueix un campió del món de judo que es prepara per als seus propers campionats. El 2007, va filmar A Day in the Life of Kate Perry, Unemployed Actress, treball de la seva residència al Djerassi Artists Programme a Califòrnia; el 2008,Notes japonaises durant una estada a Kyoto, a la Villa Kujoyama, de la qual va ser guardonada, i, el 2010, C'est parti, lllargmetratge documental i visió personal sobre el procés de naixement del Nou Partit Anticapitalista, del qual Olivier Besancenot és un dels protagonistes. El 2013 es va estrenar el llargmetratge L'Harmonie familiale, els actors principals del qual són Georges Corraface, Sophie Deschamps, Philippe Caubère, Georges Kiejman. El novembre de 2018, va rodar tres pel·lícules a la Cinéfabrique amb estudiants de Nigèria, incloses The Key Taker i Nine Sharp.
El setembre de 2019, la pel·lícula independent que va dirigir per La République en marche, Ça marche?! objecte de nombrosos debats cinematogràfics. Única pel·lícula que ha obtingut l'autorització per entrar en aquest moviment polític, descobrim l'activitat dels ministres així com la dels membres de base.
El març de 2022 s'estrena a França la pel·lícula L'Heure du départ. Filmat durant diverses dècades, aporta un punt de vista personal sobre un tema universal, el final de la vida.
Va publicar, entre altres novel·les, Le Lapin enchanté (Éditions du Seuil) sobre el món de l'entreteniment, Gourou, que té lloc a l'Índia (Éditions Léo Scheer), i Nouvelles du cinéma (Éditions Léo Scheer).

## Vida privada
Camille de Casabianca es va graduar a Sciences Po Paris (secció Public Service), per la Universitat de Califòrnia a Berkeley (MA en ciències polítiques  ) i té un DEA en Història Contemporània.
És filla de Denise de Casabianca i Alain Fraissé el nom artístic dels quals és Alain Cavalier, ell mateix director de cinema.
Era la dona de Patrick Blossier, director de fotografia, amb qui va tenir un fill, Felix.
En la seva joventut, va ser trotskista, propera a la LCR d'Alain Krivine.
La seva pel·lícula Pékin central, una comèdia, relata un viatge organitzat a la Xina amb Patrick Poivre d'Arvor, amb qui va tenir una relació.

## Filmografia

### Com a directora
- 1986 : Pékin central
- 1989 : Après la pluie
- 1990 : Le Fruit de vos entrailles
- 1991 : Octavio
- 1995 : Le Fabuleux Destin de madame Petlet
- 2000 : Vive nous !
- 2003 : Tatami, le film
- 2007 : A Day in the Life of Kate Perry, Unemployed Actress
- 2008 : Notes japonaises
- 2010 : C'est parti
- 2013 : L'Harmonie familiale
- 2019 : Ça marche !?
- 2022 : L'Heure du départ

### Com a actriu
- 1964 : L'Insoumis : Rose-Marie
- 1981 : Un étrange voyage : Amélie
- 1981 : Modesty de Bob Rafelson[9]
- 1982 : Die Erbtöchter : Anna
- 1982 : We Cannes de François Manceaux amb Valérie Quennessen
- 1982 : Clémentine de Roger Kahane
- 1983 : Reflections into a Pickle Barrel de Richard Beymer
- 1983 : La Veuve rouge d'Édouard Molinaro : Gabrielle
- 1984 : Les Voleurs de la nuit de Samuel Fuller : Corinne
- 1984 : La mariée est trop belle episodi de la sèrie Les Amours des années cinquante : Chouchou
- 1985 : P.R.O.F.S. de Patrick Schulmann : Françoise, , la companya de Michel el professor d'arts plàstiques
- 1985 : Contes clandestins de Dominique Crèvecœur amb Daniel Mesguich
- 1986 : Pékin central : Véronique
- 1986 : Rejtözködö (L'Absent) de Zsolt Kézdi-Kovács : Odette
- 1987 : Cinématon #866 de Gérard Courant : elle-même
- 1989 : Après la pluie : Christine Faget
- 1995 : Le Fabuleux Destin de madame Petlet : Nathalie Reyter
- 1995 : La Croisade d'Anne Buridan
- 2000 : Vive nous ! : Valérie
- 2006 : Pour l'amour de Dieu : Mme Taddeï
- 2013 : L'Harmonie familiale
- 2022 : L'Heure du départ

## Publicacions
- Le Fabuleux Destin de madame Petlet : une comédie de Camille de Casabianca avec Maïté.  París: Atelier Alpha bleue, 1995.
- Une Fin, Éditions Contrejour, Paris, 1992, 70 p. ISBN 978-2-85949-144-4
- Le Lapin enchanté.  París: Éditions du Seuil, 2005, p. 172. ISBN 978-2-02-067979-4.
- Pékin Central, Épicentre, Paris, 2008, 164 p.
- Nouvelles du cinéma (en francès).  París: Éditions Léo Scheer, 2010, p. 216. ISBN 978-2-7561-0245-0.
- D'une rencontre au bord d'un lac et de ses suites (en francès).  París: Éditions Éoliennes, 2010, p. 64. ISBN 978-2-911991-55-4.
- Gourou (en francès).  París: Éditions Léo Scheer, 2011, p. 240. ISBN 978-2-7561-0305-1.

## Fotografia
- Miss Tombouctou, exposition photos et texte, Galerie Contrejour, 1992.